# PocketBook 628
PocketBook 628  — електронна книга, розроблена компанією PocketBook.
В інших країнах світу  пристрій продається під назвою PocketBook Touch Lux 5. 
Прийшов на заміну попередньої моделі PocketBook 627.
В України  PocketBook 628 представлений у липні 2020 року разом з іншою моделлю PocketBook 633 Color. 

## Зовнішній вигляд
Корпус PocketBook 628 виконаний з пластику.
Задня поверхня має покриття софттач.
На розширеній нижній панелі знаходяться кнопки знаходяться кнопка вимкнення та слот для USB кабелю та слот для карти пам'яті.
Екран пристрою сенсорний, але кнопки керування дублюються - для керування на лівій панелі розташовані кнопки Вліво, Вправо, Додому, Меню.

## Технічні особливості
Пристрій належить до середнього цінового діапазону, але має поліпшені технічні характеристики.
Особливостями пристрою є:
- Налаштування колірної температури та яскравості підсвічування SMARTlight.
- Підвищена ємність акумулятора (1500 mAh).
- Двоядерний процесор (2×1 ГГц).
- Підтримка  micro USB інтерфейсу та наявність Wi-Fi.
- Встановлена операційна система Linux 3.10.65.
- Розширення пам'яті шляхом встановлення microSD до 32 Гб.
- Можливість переглядання та редагування графічних форматів[4].

## Комплектація
Пристрій, кабель заряджання, інструкція, гарантійна документація.